# Live (альбом Едді Бойда)
Live — концертний альбом американського блюзового музиканта Едді Бойда, випущений у 1976 році лейблом Storyville.

## Опис
Цей концертний альбом Едді Бойда вийшов у 1976 році на Storyville, однак був записаний ще 22 березня 1968 року в Тайнгені, Швейцарія. Тут Бойд співає на сам собі акомпанує на фортепіано. Альбом складається з 12 пісень, серед яких старі хіти «Third Degree», «Five Long Years», «It's Miserable to Be Alone», «She's the One» та ін. 

## Список композицій
1. «I'm Coming Home» (Едді Бойд) — 3:00
2. «Third Degree» (Едді Бойд) — 3:02
3. «The Hotel Blues» (Едді Бойд) — 4:40
4. «Got a Woman» (Едді Бойд) — 4:35
5. «Cool Kind Treatment» (Едді Бойд) — 4:26
6. «Five Long Years» (Едді Бойд) — 2:03
7. «She's the One» (Едді Бойд) — 5:11
8. «It's Miserable to Be Alone» (Едді Бойд) — 4:10
9. «Save Her Doctor» (Едді Бойд) — 5:01
10. «Rattin' and Running Around» (Едді Бойд) — 3:17
11. «A Reel Good Feeling» (Едді Бойд) — 3:01
12. «Her Picture in the Frame» (Едді Бойд) — 3:05

## Учасники запису
- Едді Бойд — фортепіано, вокал

Технічний персонал
- Деррік Стюарт-Бакстер — текст
- Тімо Кірвес — фотографія [обкладинка]